# Theridula pulchra
Theridula pulchra là một loài nhện trong họ Theridiidae.
Loài này thuộc chi Theridula. Theridula pulchra được Lucien Berland miêu tả năm 1920.